# زهرا دهقان
زهرا دهقان ابنوی (زاده ۲۲ بهمن ۱۳۶۶ در شیراز) عضو تیم ملی تیراندازی با کمان جمهوری اسلامی ایران است که به عنوان نماینده ایران در رقابت‌های المپیک لندن حضور داشت.

## المپیک ۲۰۱۲
زهرا دهقان پیش از مسابقات وضعیت خوبی را پشت سر نگذاشته بود. به خاطر اختلافات، حتی فدراسیون او را خط زده و ساره احمدی را جایگزین کرد. تغییری که در واپسین روزهای باقی مانده به المپیک، باطل شد.
دهقان به عنوان دارنده سهمیه به المپیک رفت و بدون مربی از دور مسابقات کنار رفت. زهرا به ماریانا آویتیا از مکزیک باخت؛ فرد پیروز در پایان به مدال برنز رسید.